# Имар Тускулумский
Имар Тускулумский (фр. Icmar de Tusculum; 1160, Франция — 28 октября 1161, Клюни) — французский кардинал. Декан Коллегии кардиналов с 1153 по 1159.

## Биография
Вступил в орден бенедиктинцев в монастыре Сен-Мартен-де-Шам в Париже, принёс торжественные обеты в монастыре Клюни, там же был рукоположен в священники. Затем на протяжении многих лет был аббатом Сен-Мари-ла-Нев в Пуатье.
Консисторией марта 1142 года провозглашён кардиналом-епископом Фраскати. Участвовал в конклаве 1143 года, на которых был избран Папа Целестин II. Участвовал в конклаве 1144 года, на которых был избран папа римский Луций II. Папский легат в Англии в 1144 году. Участвовал в конклаве 1145 года, на которых был избран папа римский Евгений III. Участвовал в конклаве 1153 года, на которых был избран папа римский Анастасий IV. Участвовал в конклаве 1154 года, на которых был избран папа Адриан IV. Декан Священной Коллегии кардиналов с 1153 года.
Участвовал в конклаве и поддерживал антипапу Виктора IV в 1159 году, за что был отлучен от церкви и смещён с поста декана папой Александром III. В дальнейшем он покаялся, признал законного папу и удалился в монастырь Клюни.